# Blume (Remscheid)
Blume ist ein Wohnplatz im Nordosten der bergischen Großstadt Remscheid in Nordrhein-Westfalen.

## Geschichte
„An derr Bloum“ ist seit Jahrhunderten die plattdeutsche Bezeichnung für den Wohnplatz, der als gleichnamiger Straßenzug nach Obergarschagen führt.
1764 soll hier ein Gärtner gewohnt haben. Der Name damals lautete „Blumerhauß“ – ein Jahr später erfolgt eine Änderung der Schreibweise in „Blumenhauß“.
In alten Unterlagen über die Landvermessung im Raum Lüttringhausen findet sich die Eintragung, dass am „Wirthshaus in der Blume, Thürschwelle“ eine Höhe von 1014,1 Pariser Fuß (über dem Meeresspiegel) gemessen wurde. Dies entspricht, wenn man das im 19. Jahrhundert neben anderen Einheiten gebräuchliche Maß „Pariser Fuß“ mit 0,325 m zu Grunde legt, einer Höhe von 330 Metern.
Im 18. Jahrhundert gehörte der Ort zum bergischen Amt Bornefeld-Hückeswagen. 1815/16 lebten zwölf Einwohner im Ort. 1832 gehörte Blume zu den Ortschaften des engeren Lenneper Stadtbezirks innerhalb der Bürgermeisterei Lennep. Der laut der Statistik und Topographie des Regierungsbezirks Düsseldorf als Tagelöhnerwohnung kategorisierte Ort besaß zu dieser Zeit ein Wohnhaus. Zu dieser Zeit lebten 16 Einwohner im Ort, allesamt evangelischen Glaubens.
Im Gemeindelexikon für die Provinz Rheinland werden für 1885 zwei Wohnhäuser mit 20 Einwohnern angegeben. Am 30. Oktober 1891 wurde die Blume von der Bürgermeisterei Lennep an die Bürgermeisterei Lüttringhausen abgetreten. 1895 besaß der Ort ein Wohnhaus mit elf Einwohnern, 1905 fünf Wohnhäuser und 38 Einwohner. Der Ort gehörte zu dieser Zeit zur Bürgermeisterei Lüttringhausen innerhalb des Kreises Lennep.

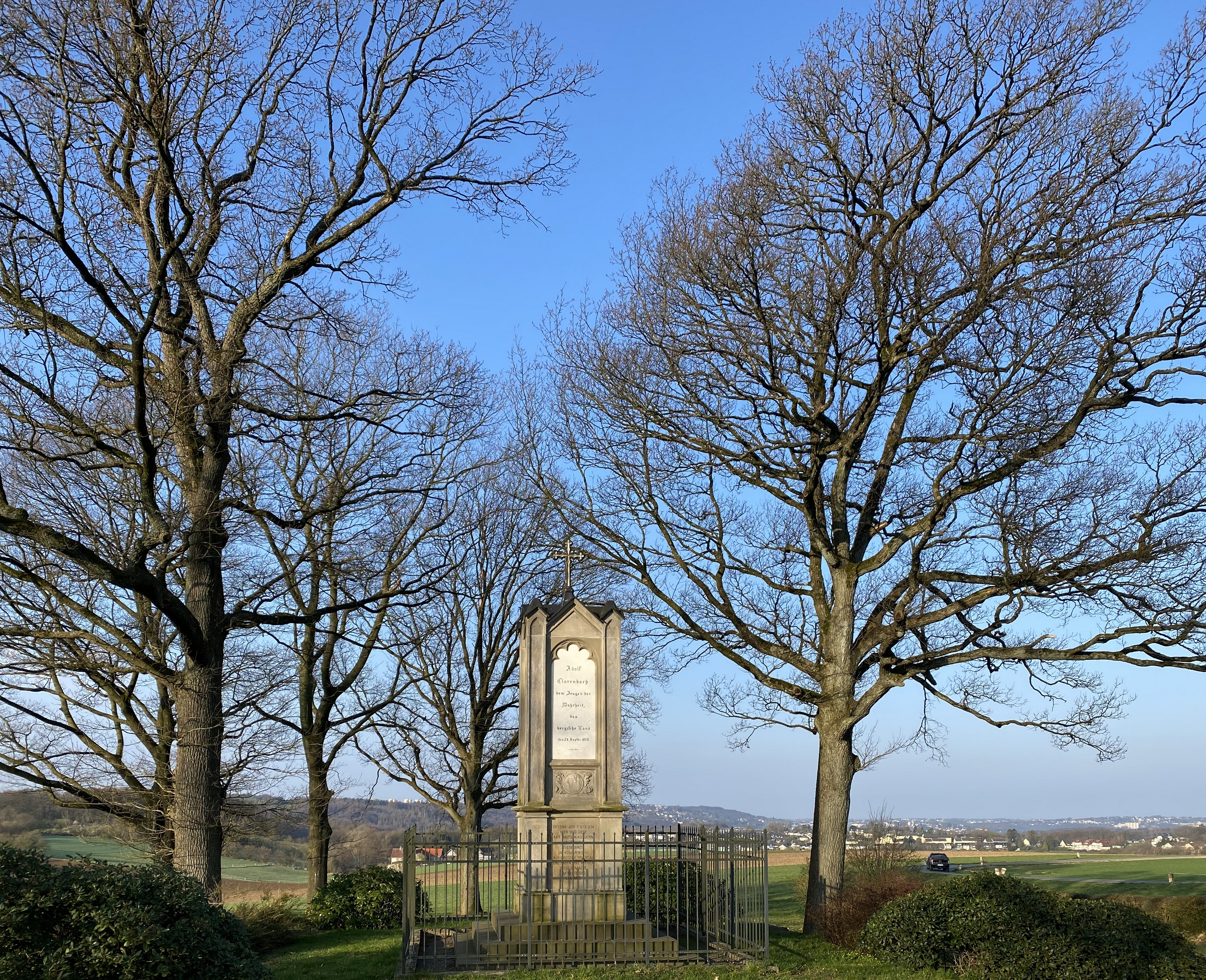
Denkmal für den Reformator Adolf Clarenbach (geb. ca. 1495 – hingerichtet 1529 in Köln)

## Sehenswürdigkeiten
- Adolf Clarenbach-Denkmal – Lüttringhauser Straße (gegenüber Haus 131) mit Sicht auf sein Geburtshaus Buscher Hof 3.

## Verkehr
Die städtische Buslinie 654 bedient den Wohnplatz. Die Anschlussstelle Lennep der Bundesautobahn 1 befindet sich in Ort. Durch Blume verläuft die Landesstraße 58.